# Osnovna rastlinska živila v gospodinjstvu
Osnovna rastlinska živila v gospodinjstvu so iz več vrst rastlin in sicer:
- Žitarice;
  - pšenica- Triticum durum,
  - ječmen- Hordeum vulgare,
  - oves- Avena sativa,
  - koruza- Zea mays,
  - proso- Panicum miliaceum,
  - sirek- Sorghum vulgare,
  - riž- Oryza sativa,
  - pira- Triticum spelta,

- Stročnice;
  - grah- vrtni- Pisum sativum,
  - fižol- Phaseolus vulgaris
  - čičerika- Cicer arietinum
  - bob- Vicia faba
  - leča- Lens cullinaris
  - soja- Soia hispida

- Gomoljnice;
  - krompir- Solanum tuberosum
  - topinambur- Helianthus tuberosus
  - sladki krompir- Ipomoea batatas

- Plodovke
  - paradižnik- Licopersicum esculentum
  - jajčevec- Solanum melongena
  - Sladka paprika- Capsicum annuum

- Korenovke
  - korenček- Daucus carota
  - pastinak- Pastinaca sativa
  - rdeča pesa- Beta sativa
  - redkev- Raphanus sp.
  - zelena- Apium graveolens
  - beluš (ali Špargelj)- Asparagus officinalis
  - artičoka- Cynara scolymus

- Čebulnice
  - čebula- Allium cepa
  - šalotka- Allium ascalonicum
  - por- Allium porrum
  - česen- Allium sativum

- Kapusnice
  - zelje glavnato-
  - cvetača
  - brstični ohrovt-

- - kodrasti ohrovt
  - kitajsko zelje (tudi Pe-tsai)- Brassica pekinesis

```
(tudi Pak choi)- 
Brassica chinesis
```